# Rhacophorus minimus
Espèce
Statut de conservation UICN

 EN B1ab(iii) : En danger
Rhacophorus minimus est une espèce d'amphibiens de la famille des Rhacophoridae.

## Répartition
Cette espèce est endémique de la province du Guangxi dans le sud de la république populaire de Chine.,.
Elle vit dans les forêts sempervirentes soumises à la mousson.

## Description
Rhacophorus minimus mesure en moyenne 28 mm pour les mâles et 37 mm pour les femelles.

## Publication originale
- Rao, Wilkinson & Liu, 2006 : A new species of Rhacophorus (Anura: Rhacophoridae) from  Guangxi Province, China. Zootaxa, no 1258, p. 17-31.